# DreamFactory
DreamFactory Ltd. (яп. 株式会社ドリームファクトリー) — японская компания, разработчик видеоигр. Основана в ноябре 1995 года и базируется в Токио. Компания известна как разработчик игр Tobal и The Bouncer, изданной компанией Square. Председателем компании является Сэйити Исси, ответственный за разработку многих игр этой компании. Он также геймдизайнер двух популярных серий в жанре файтинга — Virtua Fighter (от Sega) и Tekken (от Namco).

## Разработанные игры

### Playstation
- Tobal No.1 (1996, Square, Sony Computer Entertainment)
- Tobal 2 (1997, Square)
- Ehrgeiz: God Bless the Ring (1998, Square)

### PlayStation 2
- The Bouncer (2000, Square)
- Crimson Tears (2004, Capcom)
- Yoshitsuneki (2005, Banpresto)
- Appleseed EX (2007, Sega)

### Xbox
- Ultimate Fighting Championship: Tapout (2002, Crave Entertainment)
- Kakuto Chojin: Back Alley Brutal (2003, Microsoft Game Studios) (Как DreamPublishing)
- UFC: Tapout 2 (2003, TDK Mediactive)

### Wii
- Toshinden (2009, Nintendo)

### Android
- Xevious: Gump of the mystery was solved all (2016, Bandai Namco Entertamint)

### iOS
- Xevious: Gump of the mystery was solved all (2016, Bandai Namco Entertamint)

### Аркадный автомат
- Ehrgeiz: God Bless the Ring (1998, Namco)
- Kenju (2004, Sammy Corporation, Отменена)

## Продукция
- LiveAnimation (2010 — настоящее время)